# Moncton Coliseum
Moncton Coliseum é uma arena multi-uso localizado em Moncton, Canadá.